# Siboglinum concinnum
Siboglinum concinnum är en ringmaskart som beskrevs av Ivanov 1963. Siboglinum concinnum ingår i släktet Siboglinum och familjen skäggmaskar. Inga underarter finns listade i Catalogue of Life.